# ديفيد مار (صحفي)
ديفيد مار (صحفي) ولد ديفيد إيوان مارفي سيدني-أستراليا سنة 13-يوليو-1947 درس بكالوريوس حقوق في جامعة سيدني وتوفي وعمره 73 عام.
عمل كاتب صحفي ومعلق سياسي واجتماعي تقدمي كما عمل في القانون والساسيه الاستراليه والإعلام والفنون.
عمل في عدة صحف منها the monthly ,the Saturday paper ,Guardian Australia.
وكتب أيضا في مجلة The Bulletin, The National times عام 1972
عمل أيضا مستشارا في عدة برامج منها Q &A ,   Insiders.
أتم مدرسته في إنجلترا بمدرسة قواعد كنيسة إنجلترا قي شمال سدني  وتخرج من جامعة سدني بكالوريوس في الآداب عام 1968 وبكالوريوس في القانون 1971.
دخل القانون والمحاماة.
أشرف على نشر المقالات والتي كانت تعنى مزاعم الفساد والتي تم قمعها ضد رئيس وزراء  إسمه نيو ساوث ويلز أسكين  ونشر مقالته الأولى بعنوان «أسكين صديق الجريمة المنظمة» وكان هذا  في يوم جنازة أسكين سنة 1981.
وفي عام 1980  نشر ديفيد مار كتابه الأول كان إسمه «بارويك» وهو سيرة ذاتية «معادية» لرئيس القضاة السير غارفيلد بارويك. فازت بجائزة رئيس وزراء نيو ساوث ويلز الأدبية للكتابات، لكنها لم تلق استحسانًا  لأن المؤلف اتهم باختلاق الاقتباسات.
عمل ديفيد مار مراسلاً في برنامج  ABC TV Four Corners
وهو الدور الذي فاز فيه بجائزة Walkley ، ومقدم برنامج
Radio National's Arts Today   في الفترة (1994-1996)
كما استضيفف في برنامج    ABC TV Media Watch في الفترة (2002-2004) هو ضيف متكرر في برامج ABC TV  ...
خلال فترة عمله كمقدم لبرنامج Media Watch ، لعب دورًا رئيسيًا في الكشف عن الأموال الجارية للتعليق، والتي أثارتها Media Watch لأول مرة.
وفي عام 2004  لعب عرض البرنامج لرئيس هيئة الإذاعة الأسترالية.
في عام 2002، قال ديفيد  مار على «ميديا واتش» أن كاتبة في صحيفة محافظة جانيت ألبريشتسن قد أخطأت في الاستشهاد بطبيب نفسي فرنسي، جان جاك راسيال، وادعت أنها فعلت ذلك عمداً لجعل الأمر يبدو كما لو أن العنف والاغتصاب الجماعي عناصر مؤسسية لثقافة الشباب المسلم. لم ينف ألبريشتسن الخطأ في الاقتباس، لكنه رد باتهام ميديا ووتش بالتحيز اليساري المتأصل وقيادة حملة مطاردة ضد الآراء المخالفة. عندما عينت وزيرة الاتصالات، السناتور هيلين كونان، ألبريشتسن في مجلس إدارة ABC في فبراير 2005، تساءل مار علنًا عما إذا كانت مؤهلة لمثل هذا المنصب في ضوء ما وصفه بأنه «انتهاكات للسلوك اللائق كمعلق صحفي».
في عام 2008، تم تسمية مار من قبل شخص يدعى Same Same كواحد من أشهر  25 مثليًا ومثليًا أستراليًا الأكثر نفوذاً لتغطيته لقضية بيل هينسون.
كما دافع مار عن إصلاح قانون المخدرات وكتب بصراحة عن تجاربه الحياتية: «لقد استمتعت كثيرًا بالمخدرات... لقد مررت بالكثير من التجارب الرائعة. لقد رقصت كثيرًا. وقت رائع. لا أخجل منه. ولا أرى ما هو الخطأ فيه.»
أعلن مار استقالته من Sydney Morning Herald في 13 يوليو 2012، قائلاً: «يستخف الناس بما أنا عليه كشخص تقليدي للغاية. أبلغ من العمر 65 عامًا وأشعر أن هذا هو الوقت المناسب للذهاب.»
ومع هذا في أبريل 2013، أُعلن أنه سينضم إلى Guardian Australia .
نشر مار عددًا من الكتب، بما فيها السيرة الذاتية التي فازت بجائزة كتاب العمر للعام وجائزة نيو ساوث ويلز الأدبية للكتب غير الخيالية.
في الآونة الأخيرة كتب مار وماريان ويلكنسون كتابDark Victory الذي تناول سردًا لحملة الانتخابات الأسترالية لعام 2001 في أعقاب قضية تامبا.
من كتب ديفيد مآر:
1980 Barwick, Allen & Unwin
1984 The Ivanov Trail, Nelson
1991 Patrick White: A Life, Vintage Classics
2000 The High Price of Heaven
2004 Dark Victory (with Marian Wilkinson)
2007 His Master's Voice: The Corruption of Public Debate under Howard in the Quarterly Essay 26
2008 The Henson Case, The Text Publishing Company
2010 Power Trip: The Political Journey of Kevin Rudd, in the Quarterly Essay
2011 Panic, Black Inc2012
Political Animal: The Making of Tony Abbott, in the Quarterly Essay
2013 The Prince: Faith, Abuse and George Pell, in the Quarterly Essay
2015 Faction Man: Bill Shorten's Path to Power, in the Quarterly Essay
2018 My Country: Stories, Essays & Speeches, Black Inc, Hardback
كما حاز ديفيد مار على عدد من الجوائز منها:
دكتوراه بمرتبة الشرف في الآداب من جامعة نيوكاسل
دكتوراه بمرتبة الشرف في الآداب، جامعة سيدني عام 2013
الزمالة الفخرية، الأكاديمية الأسترالية للعلوم الإنسانية عام 2013
جائزة Liberty Victoria Voltaire   عام 2012
جائزة ألفريد ديكين لمقال يدفع بالنقاش العام، عن «لا تزعج: هل وسائل الإعلام نائمة» ؟
جوائز فيكتوريا بريمير الأدبية، 2006
جوائز Walkley لعام  2004(عامي  و 1991 و 1985)